# Аллея Первой Маёвки
Алле́я Пе́рвой Маёвки (название с 1967 года) — улица в Восточном административном округе города Москвы на территории района Вешняки. Расположена между Рассветной аллеей и улицей Юности. С 2018 года фактически является частью Северо-Восточной хорды.

## Происхождение названия
Аллея образована из бывших Железнодорожной и Первомайской улиц. Названа в 1967 г. в честь первой маёвки, организованной в 1895 г. московской марксистской организацией «Рабочий союз» в лесу между платформами бывшей Московско-Казанской железной дороги Вешняки и Шереметьевская (ныне — платформа Плющево Рязанского направления Московской ж.д.).

## Здания и сооружения
- Владение 2 — СИАЛ-Профиль (Официальное представительство ЛПЗ «СЕГАЛ»).
- Дом 9 — автостоянка.
- Дом 11, корпус 1 — СК-Стройпаркет.
- Дом 11, корпус 2 — клуб любителей животных «Виктория».
- Дом 15 — ООО «Анодин Медиа», журналы «Техномир», «Криогенная технология».

## Транспорт
Станции метро «Рязанский проспект», «Окская» и «Стахановская». Железнодорожные платформы Плющево, Чухлинка и Вешняки.